# Kinyongia uluguruensis
Kinyongia uluguruensis — вид ігуаноподібних ящірок родини хамелеонових (Chamaeleonidae). Ендемік Танзанії.

## Поширення і екологія
Kinyongia uluguruensis мешкають в горах Східної Усамбари на сході Танзанії. Вони живуть у вологих гірських тропічних лісах, трапляються на узліссях. Зустрічаються на висоті від 1300 до 2400 м над рівнем моря.